# Revolutionäre Aktionszellen
Die Revolutionären Aktionszellen (RAZ) sind eine militante kommunistische Gruppe, die seit Ende 2009 hauptsächlich in Berlin Brand- und Sprengstoffanschläge verübte sowie Anschläge gegen deutsche Politiker und Wissenschaftler ankündigte. Die Gruppe wird vom Verfassungsschutz beobachtet und von der Bundesanwaltschaft als kriminelle Vereinigung verfolgt.

## Anschläge
Am 30. Dezember 2009 und am 4. Februar 2010 explodierten in Berlin zwei Sprengsätze; einer in Wedding vor dem Haus der Arbeitsagentur, der andere in Charlottenburg vor dem Haus der Wirtschaft. Die Sprengsätze bestanden aus Campinggaskartuschen. Die Polizei fand an den Tatorten jeweils eine Ausgabe der Zeitschrift radikal zusammen mit einem Bekennerschreiben. An die Wände war das Kürzel „RAZ“, gefolgt von dem kommunistischen Hammer-und-Sichel-Symbol, als Graffiti gesprüht worden. Im November 2010 bekannte sich die RAZ zu einem Brandanschlag vor dem Bundesverwaltungsamt in Berlin-Wilmersdorf.
Bundesinnenminister Hans-Peter Friedrich erhielt am 28. März 2011 einen Brief, dem eine Patrone beigelegt war. Angefügt war der Satz, dass die nächste Patrone per Express kommen werde, was die ermittelnde Staatsanwaltschaft als Morddrohung auffasst. In demselben Zeitraum bekam auch der stellvertretende Generalbundesanwalt Rainer Griesbaum einen Brief mit einer Patrone und einer Drohung.
Die beiden Extremismusforscher Uwe Backes und Eckhard Jesse bekamen ebenfalls einen Brief mit 8-Millimeter-Projektilen. Die RAZ schrieb ihnen, dass sie aus ihrem „akademischen Elfenbeinturm“ heraus Propaganda betrieben und damit herausragende Persönlichkeiten des staatlichen Aufmarsches seien, gegen den man eine militante Plattform aufbauen werde. Auch in diesen Brief drohte die RAZ, dass die nächsten Patronen per Express zugestellt würden.
Ende April 2011 verübte die RAZ Anschläge auf das Zentrale Mahngericht in Berlin-Brandenburg und die Senatsverwaltung für Stadtentwicklung in Berlin. Dabei wurden sowohl zeitverzögerte Brandsätze benutzt als auch Farbe und Steine gegen die Wände und Fenster geworfen.
In der Nacht auf den 3. Dezember 2011 wurde ein Sprengstoffanschlag auf das Amtsgericht Göttingen verübt, dabei explodierten mehrere Butangasflaschen, so dass die Sicherheitsglasscheiben des Amtsgerichts zu Bruch gingen. An eine Wand wurde die Parole „Nazis morden! Der Staat schiebt ab!“ gefolgt von dem Kürzel „RAZ“ geschrieben.
Ende 2019 schien die RAZ erstmals seit 2011 wieder in Erscheinung zu treten. Ende Dezember erhielt die FDP-Abgeordnete Judith Skudelny einen Drohbrief, dem eine Patronenhülse beigelegt war. Anfang Januar 2020 erhielt auch der SPD-Bundestagsabgeordnete Carsten Träger einen Brief mit einer Patronenhülse. Im April erhielt er einen weiteren Brief mit einem Messer als "letzte Warnung". Die Briefe waren von der RAZ in Kooperation mit der „MIlitantE ZellE“ unterzeichnet worden. Die Ermittler hielten die Briefe für echt.
Im September 2020 wurde bekannt, dass einige Prominente entsprechende Briefe mit Patronen, Brandbeschleuniger und Streichhölzern sowie Messern erhalten haben. Unter den bedrohten Personen sind 14 Landesinnenminister, der baden-württembergische Ministerpräsident Winfried Kretschmann, der Präsident des Bundesamtes für Verfassungsschutz, Thomas Haldenwang, und der Fleischfabrikant Clemens Tönnies.
Wie die Bundesanwaltschaft 2020 ermittelte, waren für die Briefe 2019/2020 zwei Einzeltäter verantwortlich, keine Neuauflage der RAZ.

## Ideologie und Gliederung
Die RAZ sieht sich als Gruppe, die den Kampf „Klasse gegen Klasse“ in einer sozialrevolutionären und antiimperialistischen Linie fortführt. In der Zeitschrift Radikal veröffentlichten sie mehrere Bekennerschreiben sowie Anleitungen zum Bau von Bomben. Die RAZ beklagte staatliche Repressionen gegen militante und revolutionäre Bewegungen, bekräftigt jedoch, sich nicht einschüchtern zu lassen, sondern Widerstand gegen den „Klassenkampf von oben“ zu leisten.
Die RAZ ist über vier sogenannte „Zellen“ organisiert, von denen drei in Berlin sind, während der Aufenthalt der vierten Zelle unbekannt ist. Die RAZ will die anderen Mitglieder der linken Szene in Deutschland dazu bewegen, landesweit neue „Revolutionäre Aktionszellen“ zu gründen.

## Staatliche Gegenmaßnahmen
Die RAZ wird von Verfassungsschutzbehörden des Bundes und der Länder beobachtet. Der Landesverfassungsschutz Berlin schrieb 2011: „Gewalt ist ein integraler Bestandteil ihrer Strategie und wird als unverzichtbares Mittel des revolutionären Kampfes nicht nur propagiert, sondern auch in militanten Aktionen ausgeübt.“ „Ideologisch, konzeptionell und strategisch“ gebe es Überschneidungen zu den nicht mehr existierenden Gruppen „militante gruppe“ (mg) und „Klasse gegen Klasse“ (KgK). Auch der Generalbundesanwalt beim Bundesgerichtshof sieht in der RAZ eine Nachfolgeorganisation der „militanten gruppe“.
Am 22. Mai 2013 führten die Behörden eine bundesweite Großrazzia in 21 Wohnungen durch, in denen Angehörige der RAZ vermutet wurden. 300 Polizisten durchsuchten Wohnungen in Berlin, Stuttgart und Magdeburg. Das Bundesamt für Verfassungsschutz erklärte in seinem Bericht 2013, dass eigene Erkenntnisse die Ermittlungen gegen die neun Beschuldigten „vorbereitet“ hätten. Zu den Beschuldigten gehörte auch eine Person, die wegen Mitgliedschaft in der militanten gruppe verurteilt war und zum Zeitpunkt der Durchsuchungen noch in Haft war.